# 4623 Obraztsova
4623 Obraztsova је астероид главног астероидног појаса са средњом удаљеношћу од Сунца која износи 2,848 астрономских јединица (АЈ).
Апсолутна магнитуда астероида је 12,9.